# Bra (formatge)
El bra és un formatge amb Denominació d'Origen Protegida que pren el seu nom de la ciutat de Bra, al Piemont, que en el passat va ser el mercat més gran de formatge produït a les valls de Cuneo.